# Eva Lagnert
Eva Christina Margareta Lagnert, född 31 juli 1946 i Stockholm, är en svensk textilkonstnär.
Lagnert, som är dotter till kanslichef Börje Lagnert och kontorist Britt Grönlund, avlade studentexamen 1966, utexaminerades från Konstfackskolan (textil) 1972, studerade konstvetenskap vid Umeå universitet 1980 och blev lärare vid Konstfackskolan 1986. Hon har hållit separatutställningar i Stockholm, samlingsutställningar i bland annat Sverige och Norden. Hon har bland annat utfört textiltryck för Pressens hus i Stockholm, bildväv för vårdcentral i Vännäs, textiltryck för Sveriges lantbruksuniversitet i Ultuna, bildväv för Lantmäteriet i Uppsala och textiltryck för Akademiska sjukhuset i Uppsala. Hon är representerad vid Statens konstråd samt kommuner och landsting.